# Lac d'Alfeld
Pour les articles homonymes, voir Alfeld.

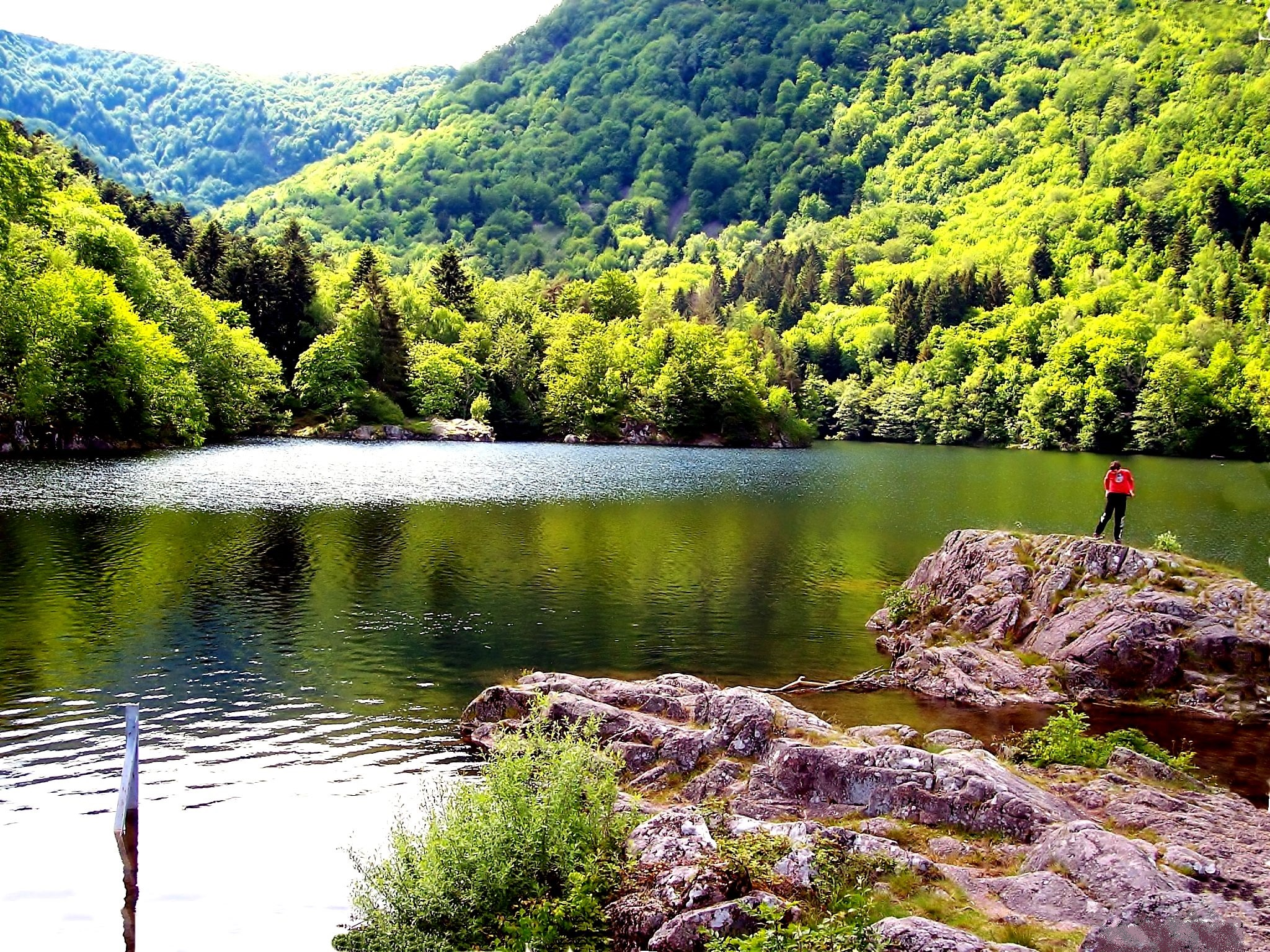
Lac d'Alfeld vu de la digue.

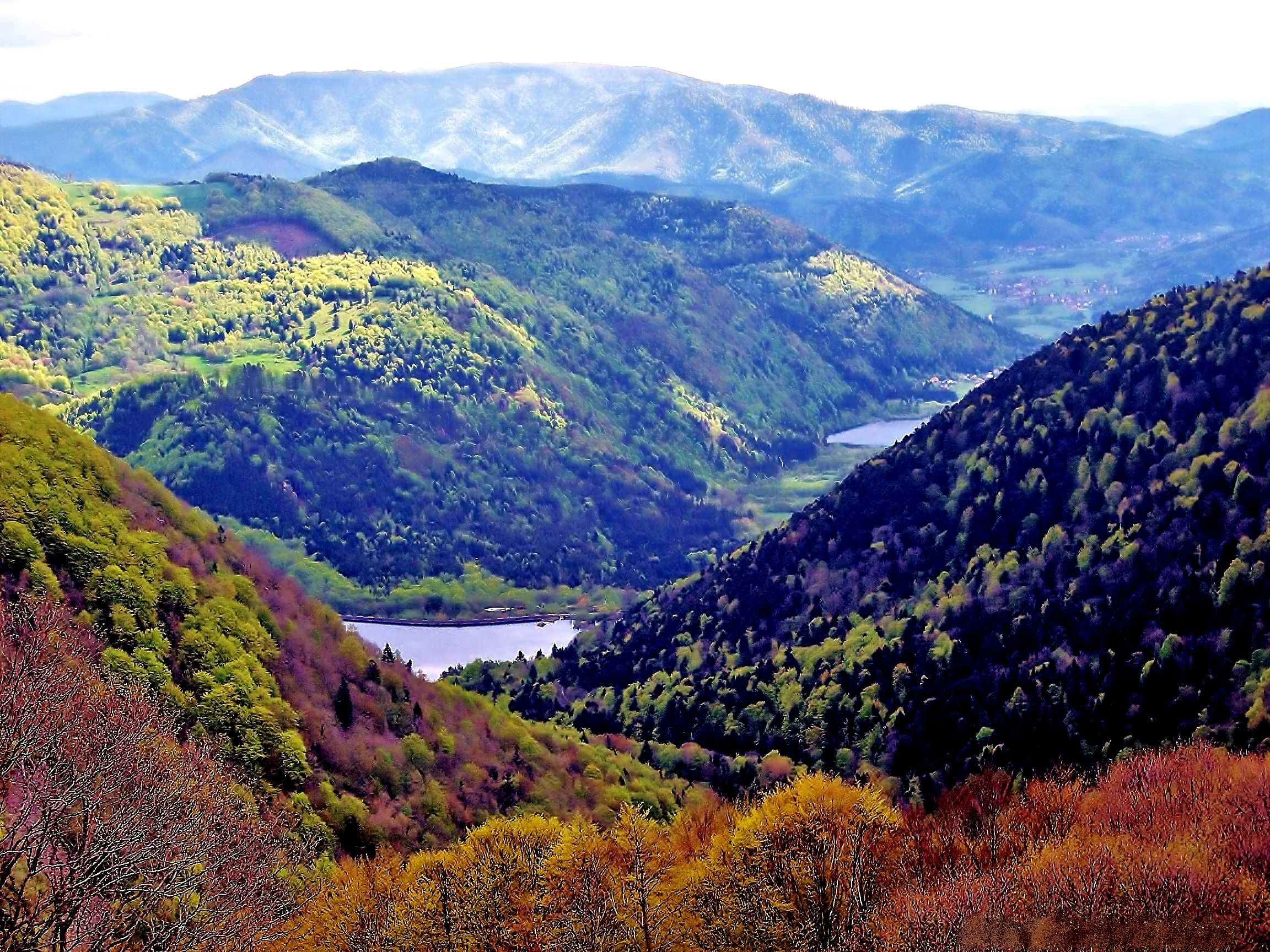
Lacs d'Alfeld et de Sewen, vus du sommet du ballon d'Alsace.

Le lac d'Alfeld est un lac de barrage qui se trouve dans le Haut-Rhin sur la commune de Sewen, sur le versant oriental du ballon d'Alsace. La retenue a une superficie d'environ 10 hectares.
Le lac est dû à l’érosion glaciaire puis un barrage a été construit par les Allemands en 1883. Le lac est une réserve d'eau en cas de pénurie pour les rivières de la vallée de la Doller.

## Nom
Le nom « Alfeld » provient du nom d’un pâturage qui se trouvait à l’emplacement du lac avant son creusement. La plus ancienne occurrence se trouve dans les archives de l’abbaye de Masevaux sous la forme Alfell, l’ajout du -d final étant tardif et pas antérieur au XIXe siècle. Pendant longtemps l’étymologie proposée a rapproché ce nom de Aal, « anguille » en allemand, au point que l’orthographe a parfois été modifiée en Aalfeld dans certains documents. Cette interprétation est toutefois considérée comme erronée depuis la fin du XXe siècle, l’étymologie faisant consensus est celle proposée par Michel-Paul Urban en 2003 dans son Dictionnaire étymologique et historique des noms de lieux en Alsace. Celle-ci fait remonter Alfell au latin alveola, désignant ici la forme du cirque glaciaire dans lequel se trouve le lac.

## Situation
Le lac d'Alfeld occupe une cuvette creusée par un ancien glacier et bordée par une moraine impressionnante qui domine la vallée de Sewen. On y accède en voiture par la départementale 466, à 3 km du village de Sewen en direction du ballon d'Alsace, à pied en 1 h 30 depuis la place de l'église de Sewen.

## Activités
Le lac d'Alfeld est un lieu de promenade (la pêche est autorisée). En été, il accueille de nombreux visiteurs mais plongée et baignade sont aux risques et périls des pratiquants.
En aval du barrage, la rivière Seebach est utilisée comme unique site de canyonisme du Grand Est.